# 雷伊泰號航空母艦
雷伊泰號航空母艦（USS Leyte CV-32）是一艘隸屬於美國海軍的航空母艦，為艾塞克斯級航空母艦的十五號艦，在非官方上亦是長艦體艾塞克斯級的五號艦。她原命名為王冠點（Crown Point），以紀念美國獨立戰爭的同名要塞，但在建造期間更名；這使之成為美軍第三艘以雷伊泰為名的軍艦。雖然新艦名可上溯至美國於美西戰爭俘獲的一艘西班牙炮艇，但是次更名的目的，亦有視為紀念雷伊泰灣海戰。
雷伊泰號在第二次世界大戰期間建造，但在戰後下水，一直在大西洋及地中海執勤。韓戰初期，雷伊泰號曾臨時調到西太平洋，並作一次韓戰巡航，但此後便未再參與戰爭。雷伊泰號於1952年被重編為攻擊航母（CVA-32）；再於1953年改編為反潛航母（CVS-32）；最後於1959年退役，同時改編為飛機運輸艦，自此在港內封存。1969年雷伊泰號除籍，於1970年出售拆解。
雷伊泰號未有進行SCB-27及SCB-125改建，故其仍有建成時的開放式艦艏，亦未有斜角飛行甲板。

## 建造與早年服役
雷伊泰號於1944年2月21日在紐波特紐斯造船廠開始建造，於1945年8月23日下水；其時日本早於八日前向盟軍無條件投降，二次大戰結束，雷伊泰號無緣參戰。1946年4月11日，雷伊泰號正式服役。
服役後雷伊泰號在美國東海岸試航。9月16日，雷伊泰號與威斯康辛號等艦離港，前往訪問南美洲國家港口，於12月12日返回母港諾福克。1947年，雷伊泰號兩次到地中海巡航，然後一直留在美國東岸活動，直到1949年，才再兩次到地中海。

## 韓戰

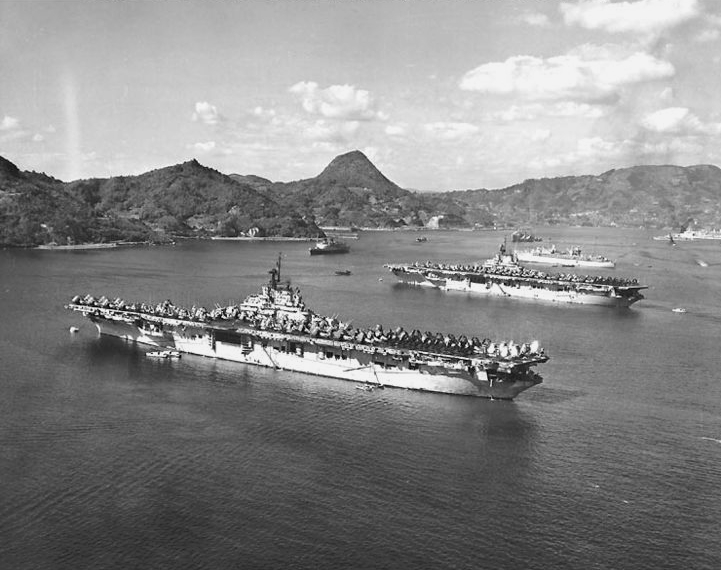
1950年10月底，兩艘美軍航空母艦從韓戰戰場返回佐世保休整。前景為作戰近三個月的福治谷號，後一艘則為雷伊泰號。

1950年5月2日，雷伊泰號再次前往地中海。6月25日，北韓軍隊越過三八線，突襲南韓，韓戰爆發。其時雷伊泰號正在地中海，並繼續前往中東，在8月13日派飛機到黎巴嫩首都貝魯特巡遊。由於美軍現役航空母艦不足，24日雷伊泰號返抵諾福克後，隨即搭載戰機及彈藥，準備前往遠東支援。
9月6日，雷伊泰號離開諾福克，先後經巴拿馬運河及珍珠港等地，於10月初抵達日本。其時美軍於早前於仁川登陸，並向中國邊境高速推進。10月9日，雷伊泰號與福治谷號一同離開佐世保，前往元山，支援即將登陸當地的第十軍團（X corps）；軍團由海軍陸戰隊第一、第五、第七師及陸軍步兵第七師（Seventh Infantry Division）組成，於10月8日前分別在仁川及釜山登艦，前往東海岸；而掃雷艦則在6日出發，並在10日開始掃雷。艦隊原本預計掃雷任務可於五日內完成，而登陸則於20日開始；但掃雷艦遇上諸多阻滯，要到25日方完成任務，且有兩艘掃雷艦於12日觸雷沉沒。10月10日，南韓軍隊佔領元山，但美軍登陸艦仍在往返日本海，等待航道清理，直到26日陸戰隊第一師才在元山登陸；29日步兵第七師則在利原郡登陸。此段時間，雷伊泰號一直提供空中支援，於30日返抵佐世保。
仁川及元山登陸後，聯合國軍於三八線以北迅速行軍，以望於聖誕節前抵達鴨綠江，擊敗北韓；艦隊航空母艦出擊次數相應減低。然而早在10月16日，美軍已接獲情報，指中國將派遣志願軍支援北韓。 25日，志願軍發動第一次戰役；為阻止志願軍後援進入北韓，麥克阿瑟要求海軍派飛機截斷沿鴨綠江的橋樑。11月5日，雷伊泰號離開佐世保，在東海岸為第十軍團偵察，並間中作空中密接支援。9日菲律賓海號與艦隊會合。艦隊在9日至21日之間，分別發動了八日攻擊，切斷三條連接新義州與安東及惠山鎮（Hyesanjin）至中國的高速公路橋，並擊傷其他地區四座公路鐵路橋。海軍飛行員亦首次與米格-15交火。菲律賓海號一架F9F2於9日擊落第一架米格；雷伊泰號與福治谷號則在18日各自擊落一架；連日攻擊，三艦的飛機均未有受損。然而寒冬令鴨綠江結冰，切斷橋樑未能有效阻止志願軍前進。19日福治谷號離隊返國修理，而艦隊則空襲邊境的運輸及通訊設施，偶而亦為美軍提供密接支援。

### 清川江、長津湖與興南撤退

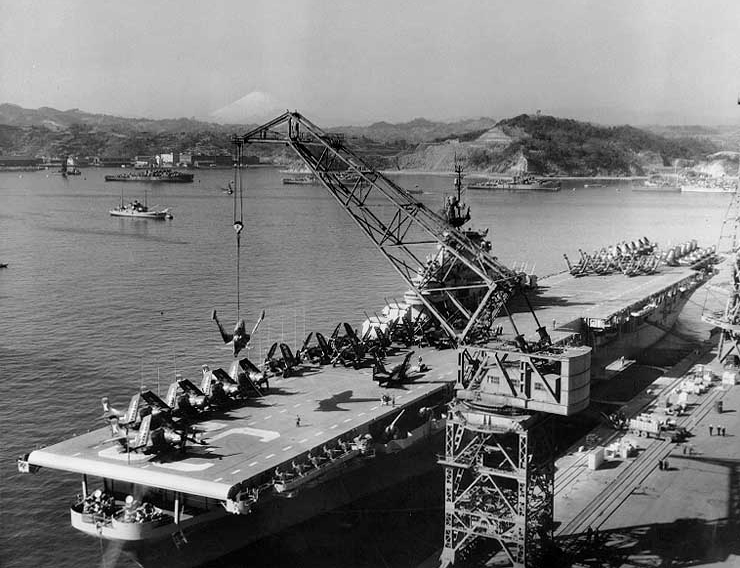
1951年1月，雷伊泰號在橫須賀搭載飛機，預備返國。雷伊泰號本隸屬大西洋艦隊，因美軍航母短缺，而要臨時調到太平洋作戰。

11月25日，志願軍發動第二次戰役，清川江戰役先於當日爆發；於西線的第八軍團先遭突襲，然後因右翼崩潰而陷入包圍。雷伊泰號等航空母艦曾派飛機到當地作密接支援，但數量不多，成效亦因通訊問題大打折扣。27日，志願軍突襲於東線的第十軍團，長津湖戰役爆發；僅到28日，第十軍團便長津湖邊被分割，孤立於數座村莊。軍團先向連浦（Yonpo）的陸戰隊飛機求救，然後開始要求海軍支援。
29日，雷伊泰號等航空母艦到外海補油，原未計畫派飛機出擊。此時第十軍團的情況急轉直下：長津湖東面的第31團級作戰隊（RCT-31，又名費斯特遣隊：Task Force Faith）於新興里（Sinhung-ni）等地被志願軍以人海猛擊，傷亡慘重；西面的陸戰隊於柳潭里（Yudam-ni）遭到包圍；南面的美軍據點下碣隅里（Hagaru-ri）更幾乎被攻陷；由古土里（Koto-ri）往增援下碣隅里的美國與英國陸戰隊亦受重創。美國陸戰隊向海軍發急電，要求即時提供持續的空中密接支援。當日雷伊泰號與菲律賓海號各派飛機到兩線戰場。由於通訊問題，海軍飛機仍無法與空軍導引機配合，使西線的支援往往失效。據航空母艦編隊（即第77特遣艦隊，Task Force 77）指揮官伊雲（Edward C. Ewen）估計，派往西線的海軍飛機，有六成因通訊等因素，無法有效攻擊；反之支援東線第十軍團一直採用陸戰隊的通訊方式，支援成功率接近百分百。
11月30日，雷伊泰號等航空母艦開始全力為陸戰隊提供密接支援，取消其他任務。12月1日，費斯特遣隊與柳潭里的陸戰隊開始突圍，前往下碣隅里；當日早上9時，雷伊泰號一架F4U成功接上費斯特遣隊，並指示雷伊泰號派F4U到該處待命，以支援其突圍。下午1時，雷伊泰號與釜山陸戰隊近20架飛機抵達，特遣隊開始突圍，並指示飛機攻擊志願軍。
雷伊泰號的F4U先以20毫米機槍掃射志願軍，而特遣隊則開始沿公路後撤。不久特遣隊命F4U以凝固汽油彈攻擊20呎外於公路旁的志願軍，並殺死該處大批志願軍；但畢竟距離過近，汽油彈亦誤殺了十數名美軍，一度引起混亂。稍後陸戰隊的F7F摧毀了公路旁的一個涵洞，特遣隊開始後撤。雷伊泰號的飛機一直在山頭攻擊志願軍，直到入黑為止；但因兵力懸殊及道路不通，特遣隊最終在半夜潰散。同日雷伊泰號亦派F4U支援了下碣隅里的陸戰隊，使志願軍的第二次圍攻失敗告終。
12月3日，海軍在與空軍商討後，終於下令航空母艦全力支援東面戰場，而西面則交由空軍負責，並同時準備在興南（Hungnam）撤走第十軍團。5日普林斯頓號加入艦隊；而6日第十軍團則撤出下碣隅里，向古土里突圍。雷伊泰號等艦一直派F4U到場，攻擊於山頭險要的志願軍，為陸戰隊開路。8日雷伊泰號與普林斯頓號暫到外海補給，而當日第十軍團則開始翻越黃草嶺（Funchilin Pass），並在11日全部撤出，抵達咸興。13日起，雷伊泰號連日攻擊迫近興南港的志願軍，並引導艦炮轟擊其陣地，以使美軍及難民可安全撤退。24日，美軍與難民全部撤出興南，並炸毀港口設施；志願軍則在當晚平安夜佔領興南。雷伊泰號等隨即返回佐世保，並在26日抵達。
1951年1月7日，雷伊泰號前往會合艦隊，並在8日嘗試偵察陸上情況，但因天氣惡劣而取消。惡劣天氣令雷伊泰號中止飛行作業，直至13日才恢復，並為水原市、原州市及江陵市附近的美軍及南韓軍隊提供密接支援。19日雷伊泰號返回佐世保，然後啟程返國，預備重返大西洋艦隊，於2月3日返抵美國西海岸。稍後雷伊泰號再經巴拿馬運河，於25日返抵諾福克，並進入船廠維修，直到5月。

## 大西洋艦隊
維修後雷伊泰號留在諾福克，於7月至8月21日期間，到地中海演習。9月3日，雷伊泰號再次到地中海巡邏，並接替到北海演習的胡蜂號，於12月21日返回美國，由塔拉瓦號接替。
1952年8月28日，雷伊泰號再次派到地中海，並在10月1日重編為攻擊航母，舷號改為CVA-32。1953年2月16日雷伊泰號返抵波士頓，一度預備退役。
8月8日，海軍決定將雷伊泰號留在現役，並重編為反潛航母（舷號改為CVS-32），隨即進入船廠改建。10月16日，改建中的雷伊泰號左弦彈射器突然爆炸起火，造成37人死28人受傷。
1954年1月4日，雷伊泰號完成改建，將母港改設於羅得島州昆錫點海軍基地（Quonset Point）。5月雷伊泰號曾外出巡航；又於10月到11月到大西洋作反潛演習。1957年，雷伊泰號留在美國近岸作業，並於4月至5月期間暫時搭載陸戰隊直升機演習，以測試艾塞克斯級是否適合改變為兩棲突擊艦。
1957年9月3日至11月29日，雷伊泰號再到地中海巡航；並於1958年2月到4月加勒比海，然後預備退役。

## 結局
1959年1月，雷伊泰號被派到紐約布魯克林船廠，並在5月15日於當地退役，並同時改為飛機運輸艦（編號改為AVT-10）。此後雷伊泰號一直在紐約停泊，直到1969年6月1日除籍，最終於1970年9月出售拆解。
韓戰期間，雷伊泰號共獲得兩顆戰鬥之星。